# Jan Peter Balkenende
Jan Peter "Balkenende" (Hà Lan phát âm: [jɑn pe ː tər bɑɫkən ˌ ɛndə] (sinh ngày 7 tháng 5 năm 1956) là một chính trị gia Đảng Dân chủ Cơ-đốc (CDA). Ông là thủ tướng Vương quốc Hà Lan từ ngày 22 tháng 7 năm 2002 cho đến ngày 14 tháng 10 năm 2010, đã lãnh đạo các chính phủ liên hiệp, các nội các Balkenende I, II, III và IV, không nội các nào trong số này kéo dài một nhiệm kỳ bốn năm.
Ngày 09 tháng 6 năm 2010, Balkenende từ chức lãnh đạo đảng của CDA, cũng như vị trí của mình trong quốc hội Hà Lan mới được bầu, chịu trách nhiệm chính trị về kết quả cuộc bầu cử đáng thất vọng của CDA trong cuộc bầu cử chung của Hà Lan tháng 6 năm 2010.
Ông hiện là một đối tác tại công ty dịch vụ chuyên nghiệp Ernst & Young.